# Погребищенський район
Погреби́щенський райо́н — колишній район Вінницької області. Адміністративний центр — місто Погребище. Населення району становить 29 397 жителів (01.01.2018), територія становить 119,9 тис. га.

## Географія
Територія Погребищенського району розміщена у лісостеповій зоні центральної частини північної області Придніпровської височини у північно-східній частині Вінницької області.
На півночі район межує з Житомирською, на сході — з Київською областями, на півдні з Оратівським та Липовецьким, на заході з Козятинським та Калинівським районами Вінницької області.
Територія району становить 119,9 тис. га або 4,5 % території Вінницької області.

## Адміністративний устрій

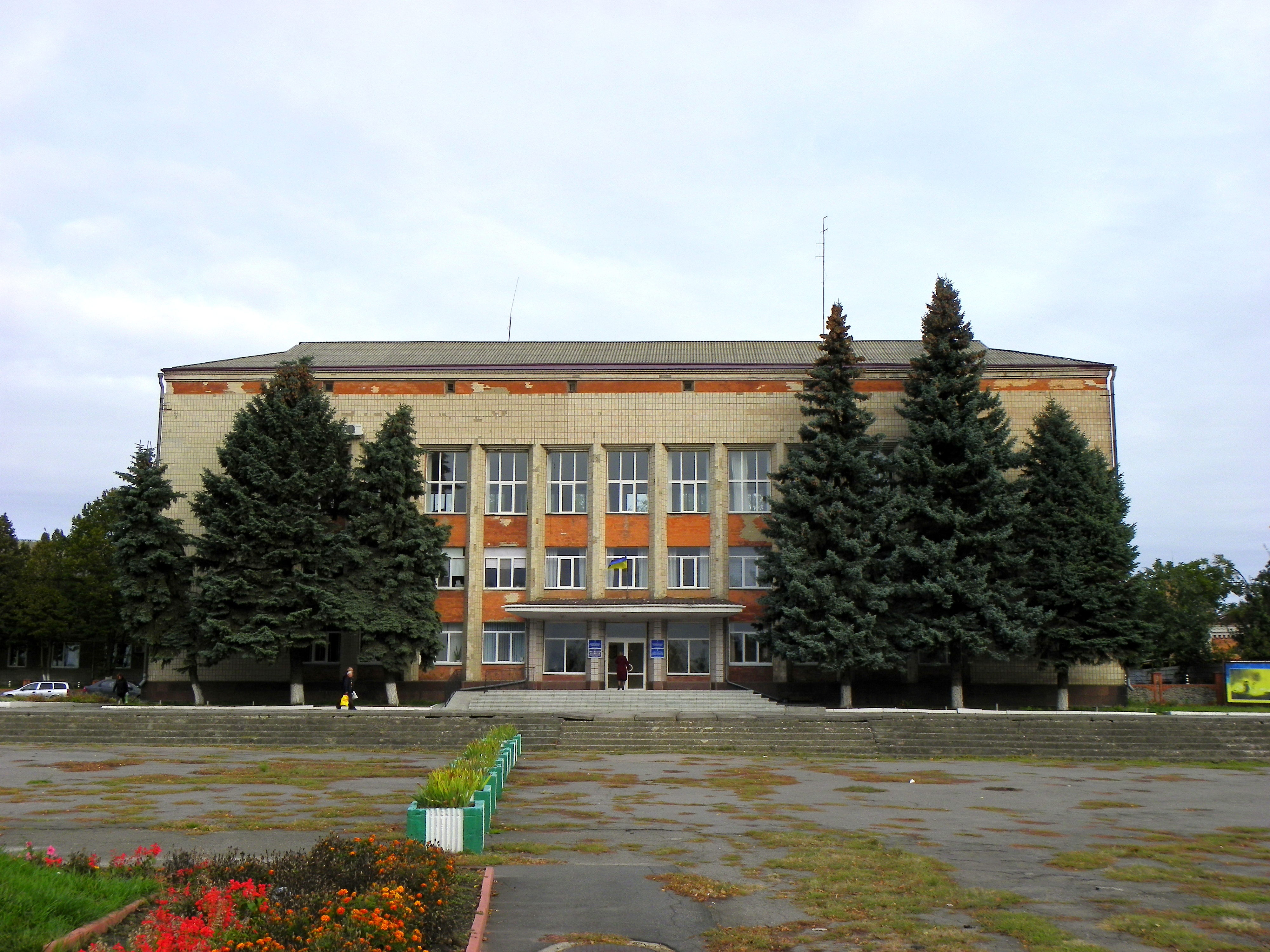
Будинок адміністрації Погребищенського району.

Район адміністративно-територіально поділяється на 1 міську раду та 26 сільських рад, які об'єднують 60 населених пунктів та підпорядковані Погребищенській районній раді. Адміністративний центр — місто Погребище.
У середині 20 ст. з обліку було зняте село Мар'янівка.

## Населення
| Рік                  | ~1972 | 1989   | 2001   | 2018   |
| -------------------- | ----- | ------ | ------ | ------ |
| Кількість осіб, тис. | 77,8  | 45,085 | 37,721 | 29,151 |

За даними перепису 2001 року кількість наявного населення Погребищенського району становила 37721 осіб, з яких міського населення — 10754 осіб, сільського населення — 26967.
Розподіл населення за віком та статтю (2001)
| Стать | Всього | До 15 років | 15-24 | 25-44 | 45-64 | 65-85 | Понад 85 |
| --- | ------ | ----------- | ----- | ----- | ----- | ----- | -------- |
| Чоловіки | 16 614 | 3332        | 1918  | 4630  | 4264  | 2359  | 111      |
| Жінки | 21 089 | 3283        | 2173  | 4404  | 5391  | 5275  | 563      |
| \| Статево-вікова піраміда \| Статево-вікова піраміда \| Статево-вікова піраміда \| \| ----------------------- \| ----------------------- \| ----------------------- \| \| Чоловіки \| Вік \| Жінки \| \| 111 \| 85 + \| 563 \| \| 155 \| 80-84 \| 668 \| \| 527 \| 75-79 \| 1531 \| \| 849 \| 70-74 \| 1833 \| \| 828 \| 65-69 \| 1243 \| \| 1399 \| 60-64 \| 2076 \| \| 819 \| 55-59 \| 1153 \| \| 1008 \| 50-54 \| 1120 \| \| 1038 \| 45-49 \| 1042 \| \| 1143 \| 40-44 \| 1099 \| \| 1247 \| 35-39 \| 1079 \| \| 1188 \| 30-34 \| 1112 \| \| 1052 \| 25-29 \| 1114 \| \| 837 \| 20-24 \| 915 \| \| 1081 \| 15-20 \| 1258 \| \| 1303 \| 10-14 \| 1336 \| \| 1125 \| 5-9 \| 1121 \| \| 904 \| 0-4 \| 826 \| |        |             |       |       |       |       |          |
| Статево-вікова піраміда |        |             |       |       |       |       |          |
| Чоловіки | Вік    | Жінки       |       |       |       |       |          |
| 111 | 85 +   | 563         |       |       |       |       |          |
| 155 | 80-84  | 668         |       |       |       |       |          |
| 527 | 75-79  | 1531        |       |       |       |       |          |
| 849 | 70-74  | 1833        |       |       |       |       |          |
| 828 | 65-69  | 1243        |       |       |       |       |          |
| 1399 | 60-64  | 2076        |       |       |       |       |          |
| 819 | 55-59  | 1153        |       |       |       |       |          |
| 1008 | 50-54  | 1120        |       |       |       |       |          |
| 1038 | 45-49  | 1042        |       |       |       |       |          |
| 1143 | 40-44  | 1099        |       |       |       |       |          |
| 1247 | 35-39  | 1079        |       |       |       |       |          |
| 1188 | 30-34  | 1112        |       |       |       |       |          |
| 1052 | 25-29  | 1114        |       |       |       |       |          |
| 837 | 20-24  | 915         |       |       |       |       |          |
| 1081 | 15-20  | 1258        |       |       |       |       |          |
| 1303 | 10-14  | 1336        |       |       |       |       |          |
| 1125 | 5-9    | 1121        |       |       |       |       |          |
| 904 | 0-4    | 826         |       |       |       |       |          |

## Історія
Перші згадки про древній Надросянський край датуються 1148 роком. Погребищани є нащадками слов'янського росичів, які згадуються у Слові о полку Ігоревім, що кочували по берегах річки Рось. Саме тут, на території Левківської сільської ради створений заказник Зелені криниці, де бере початок річка, що не одне тисячоліття несе свої води через Вінниччину, Київщину, Черкашчину до Дніпра. В стародавніх літописах цю річку називали Русь. На думку багатьох істориків, саме ці племена стали ядром Київської Русі.
На початку XIII століття після татарської навали на Пожарську, де було поселення Рокитня, залишилися одні погреби та підземні ходи, де вдалось уціліти небагатьом мешканцям краю. Звідси і походить сучасна назва районного центру — Погребище.
У середині XVI століття місто користувалося Магдебурзьким правом. В 1629 році воно налічує понад 6 тис. жителів. В той час як у Вінниці — 9 тис. В 1653 році його було вдруге вщент зруйновано князем Вишневецьким, що відступав разом з поляками із-за Дніпра під натиском Б.Хмельницького.
На початку 18 століття Погребище славилось як значний осередок торгівлі та ремесел. Місцеві ярмарки приваблювали купців не лише з Польщі, а й з ряду інших сусідніх країн.
Антифеодальні повстання, визвольні війни та жорстокі розправи неодноразово ставали справжнім випробуванням для мешканців нашого краю. Погребищани були безпосередніми учасниками Коліївщини, народних повстань під проводом Семена Палія, Івана Медведя, боролися за кращу долю в загонах Устима Кармелюка.
Надросянська земля за свою багатостолітню історію гостинно приймала ряд відомих постатей. Історія свідчить, що влітку 1708 року під час російсько-шведської Північної війни Петра І та Карла ХІІ неподалік від с. Борщагівка стояв військовий табір українського гетьмана І.Мазепи. Тут прилюдно були страчені високопосадові особи того часу — В.Кочубей та І.Іскра, тіла яких пізніше, за наказом Петра І, були перепоховані на території Києво-Печерської лаври. Через 200 років у центрі села їм встановлено пам'ятний знак. В 1822 році тут побував російський поет О. С. Пушкін. Територією району здійснив мандрівку великий син українського народу Т. Г. Шевченко.

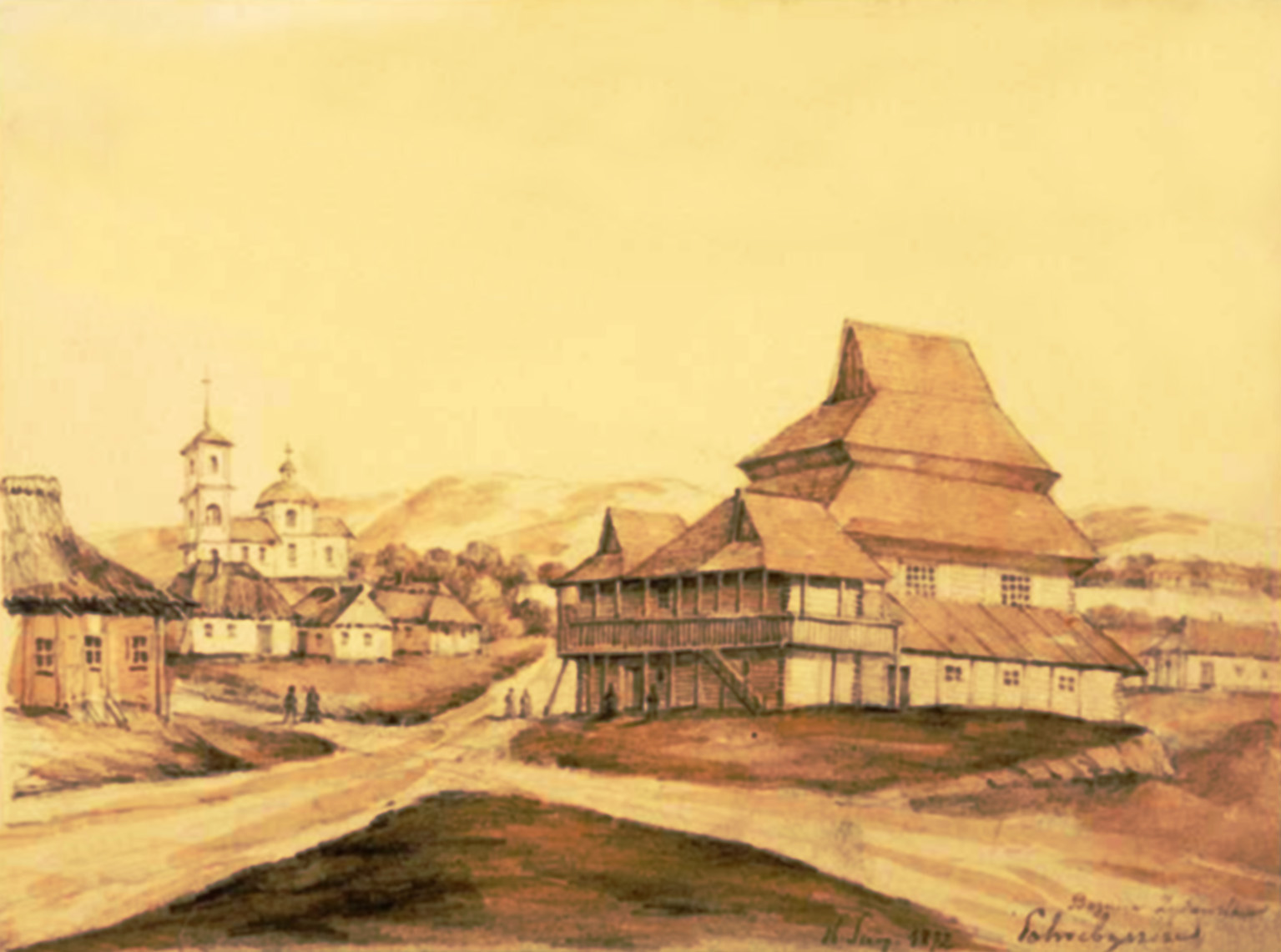
Погребище. Синагога і парафіяльний костел. Мал. Наполеона Орди, 1872

На землях графа Ржевуського в кінці XIX століття збудовано залізницю та станцію, яку названо на честь графа — «Ржевуська». Донька графа Ржевуського Евеліна Ганська була другою дружиною знаменитого французького письменника Оноре де Бальзака.
На початку XX століття містечко нараховувало: дворів — 943, жителів — 5807 чол., 2 церковно-приходські школи, 6 круподерень, завод «шипучих вод», 2 водяних млини, 10 мануфактур, 30 бакалійних і м'ясних лавок, розпочато будівництво цукрового заводу.
До Другої світової війни — в 1921 році було відкрито агрошколу. В 1923 році — організовано перше колективне господарство ім. Т. Шевченка. З 1927 року в місті працює маслозавод, який на сучасному етапі виробляє масло, твердий сир, морозиво та іншу продукцію.
Постановою ВУЦВК від 7 березня 1923 року № 309 «Про адміністративно-територіальний поділ Київської губернії» було утворено Погребищенський район, що з 27 лютого 1932 року ввійшов до складу Вінницької області. В районі проживало 70 400 чоловік, входило 40 сільських і 1 селищна рада, створено 47 колгоспів.
Під час Другої світової війни територія Погребищенського району була окупована фашистськими військами протягом липня 1941 року. Місто Погребище окупували 21 липня 1941 року. У часи окупації в районі діяли кілька підпильних і партизанських груп, діяльність яких виклика́ла терор окупаційної влади проти місцевого населення. В Погребищах діяла підпільна група опору, яку очолював 18- річний юнак М. Д. Копецький. Після повернення лінії фронту до адміністративного кордону району, при зайнятті території району Червоною армією в його межах лінія фронту пересувалася з північного сходу на південний захід. Район було звільнено протягом кількох днів — село Озерна було звільнено 28 грудня 1943 року, а села Паріївка, Андрушівка — 4 січня 1944 року. Погребище звільнила 30 грудня 1943 року 65 мотобригада І-ї танкової армії генерала М. Ю. Катукова. В пам'ять про цю подію в місті встановлено танк часів війни «ИС». Понад 6 тисяч воїнів-погребищан залишились на полях битв. Семеро уродженців району удостоєні високого звання Героя Радянського Союзу. Це А.Бурлачук, В.Кравченко, М. Москальчук, А.Пономарчук, М.Сьомак, І. Слободянюк, В.Терлецький. В братській могилі, що знаходиться в центрі міста, поховано 653 захисники Вітчизни.
З майже 100 воїнів—інтернаціоналістів, що проходили службу в різних гарячих точках світу, з афганської війни живими додому не повернулось 6 погребищан: І.Кумчак, В. Іващук (Дзюньків), О.Харченко, Є.Мельник, О.Шевчук, В.Іщук. Свято бережеться пам'ять про полеглих земляків. В міському парку встановлено обеліск пам'яті, їхніми іменами названо солдатські поля.

## Інфраструктура
У 1966 році запросило в аудиторії своїх перших учнів медичне училище (з 2006 року — медичний коледж), що є одним із найкращих в Україні. Також цього року відкрито і музичну школу, яку в 2000 році переведено в просторе, капітально відремонтоване приміщення. У 1985 році відкрило двері професійно — технічне училище (нині — Вище професійне училище № 42). Тут щороку навчається близько 600 майбутніх спеціалістів сільського господарства. Училище для практичної підготовки учнів орендує 1000 га орної землі та активно співпрацює з технічним коледжем «Ле-Шатуа» (Франція).
Чи не кожен гість району прагне побувати в селі Круподеринцях. Там і понині красується старовинна церква — пам'ятник архітектури, що у 1895 році за проектом Померанцева О. М. була збудована на кошти графа М. П. Ігнатьєва, є зменшеною копією Київського Володимирського Собору, що височить в столиці Болгарії — Софії, та за архітектурним стилем, розмірами та оздобленням не мала собі рівних у окрузі. У ній знаходиться поховання російського державного діяча і дипломата, засновника міста Владивосток графа Миколи Павловича Ігнатьєва (1832—1908 рр.).
Нині Надросся є одним із мальовничих місць Вінниччини. За останні 20 років проведено газифікацію м. Погребище та ряду сіл, з'явилися нові багатоповерхові будинки. Місто має дві загальноосвітні школи, ринок, сучасні приміщення стаціонарних відділень лікарні, заклади культури і відпочинку та всі необхідні для життя державні установи.

## Персоналії
Добре відомі світові славетності, що народилися або ж проживали в різний час в Надросянському краї — віртуоз гітари М. Д. Соколовський, народний артист СРСР, соліст Віденської опери А. І. Кочерга, народна артистка України Г. Г. Яблонська, дитячий письменник С. Т. Алєксєєв фольклористка і етнограф Н. А. Присяжнюк.
Рішенням колегії райдержадміністрації у 2003 році було створено Алею бойової та трудової слави Погребищенського району. Мета створення Алеї — вшанування земляків, які своєю працею і талантом прославили рідний край та зробили вагомий внесок у розвиток району. На сьогодні на Алею занесено імена 87 погребищан.

## Промисловість
Також в районі працюють підприємства та організації: ЗАТ «Погребищенський комбікормовий завод», філія Київського вагоноелектроремонтного заводу, ДП «Новофастівське», ДП «Нафком-Агро», ТОВ «Юнашківський гранкар'єр», щебеневий завод РПЗ-9 ДГТО «Південно-Західної залізниці», ТОВ Птахівничий комплекс «Веремій», Погребищенське управління газового господарства, комбінат кооперативної промисловості, ВАТ АТП- 10537.

## Транспорт
Територією району проходять такі автошляхи: Т 0203, Т 0223, Т 0236 та Т 0606.
У районі залізничні станції Погребище I, Ржевуська, зупинні пункти: 84 км, Андрусове, Дзюнків, Наказний Пост, Плисків, Розкопане, Рось, Сопин та Староустенці.

## Влада
Голови РДА:
- Осадчук Василь Павлович
- Притула Галина Макарівна

## Політика
25 травня 2014 року відбулися Президентські вибори України. У межах Погребищенського району були створені 64 виборчі дільниці. Явка на виборах складала — 70,56 % (проголосували 17 566 із 24 895 виборців). Найбільшу кількість голосів отримав Петро Порошенко — 60,22 % (10 579 виборців); Юлія Тимошенко — 20,20 % (3 548 виборців), Олег Ляшко — 7,10 % (1 248 виборців), Анатолій Гриценко — 4,46 % (783 виборців). Решта кандидатів набрали меншу кількість голосів. Кількість недійсних або зіпсованих бюлетенів — 0,99 %.

## Населені пункти зняті з обліку
- Богатир
- Долотецьке
- Соколівка

## Відомі люди
- Соколовський Марко Данилович — гітарист-віртуоз
- Тележинський Михайло — член Української Центральної Ради
- Коломацький Всеволод Володимирович — архітектор, визначний церковний діяч Закарпаття
- Він-Вей (Трембанчук) Віталій Анатолійович — кондуктор, який змінив прізвище на честь вінницького трамваю
- Кичак Василь Мартинович — науковець в галузі радіоелектроніки, доктор технічних наук, професор, заслужений працівник освіти України, відмінник освіти України

## Пам'ятки
- Пам'ятки архітектури Погребищенського району
- Пам'ятки історії Погребищенського району
- Пам'ятки монументального мистецтва Погребищенського району
- Пам'ятки археології Погребищенського району